# Westwoodside
Westwoodside – osada w Anglii, w Lincolnshire, w dystrykcie (unitary authority) North Lincolnshire. Leży 36,2 km od Lincoln i 225,7 km od Londynu. 
W 2001 miejscowość liczyła 1862 mieszkańców. W latach 1870–1872 osada liczyła 626 mieszkańców. Westwood jest wspomniana w Domesday Book (1086) jako Westude.